# Mistrzostwa Świata w Podnoszeniu Ciężarów 1909
12. Mistrzostwa Świata w Podnoszeniu Ciężarów – 12. edycja mistrzostw świata w podnoszeniu ciężarów, która odbyła się w dniach 1–2 grudnia 1909 w Wiedniu. Startowali tylko mężczyźni w dwóch kategoriach wagowych – (do 80 kg i powyżej 80 kg). Udział wzięło 23 sportowców. Tryumfowali gospodarze mistrzostw.

## Rezultaty
| Kategoria: | Złoto:       | Srebro:       | Brąz:            |
| 80 kg      | Johann Eibel | Josef Hofböck | Anton Lenz       |
| 80+ kg     | Josef Grafl  | Karl Swoboda  | Berthold Tandler |

## Tabela medalowa
| Poz. | Państwo           |   |   |   | Łącznie |
| ---- | ----------------- | - | - | - | ------- |
| 1    | Cesarstwo Austrii | 2 | 2 | 2 | 6       |
|      | Łącznie           | 2 | 2 | 2 | 6       |